# Tour de Utah 2015
La 11.ª edición del Tour de Utah (oficialmente: Larry H. Miller Tour of Utah) se celebró entre el 3 y el 9 de agosto de 2015 con inicio en la ciudad de Logan y final en la ciudad de Park City en el estado de Utah en Estados Unidos. La carrera consistió de 7 etapas sobre una distancia total de 1142,5 km.
La carrera hizo parte del circuito UCI America Tour 2015 dentro de la categoría 2.1 y fue ganada por el ciclista estadounidense Joe Dombrowski del equipo Cannondale-Garmin. El podio lo completaron el ciclista canadiense  Michael Woods del equipo Optum-Kelly Benefit Strategies y el ciclista estadounidense Brent Bookwalter del equipo BMC Racing.

## Equipos participantes
Tomaron la partida un total de 16 equipos, de los cuales 3 fueron de categoría UCI WorldTeam, 5 Profesional Continental y 8 Continentales, quienes conformaron un pelotón de 121 ciclistas de los cuales terminaron 100.
| WorldTeams (3)- BMC Racing Team - Cannondale-Garmin - Trek Factory Racing Equipos continentales profesionales (5)- Bardiani CSF - Colombia - Drapac - MTN-Qhubeka - UnitedHealthcare Equipos continentales (8)- Airgas-Safeway - Axeon - Budget Forklifts - Hincapie Racing - Jamis-Hagens Berman - Jelly Belly-Maxxis - Optum-Kelly Benefit Strategies - SmartStop |
| |

## Recorrido
La carrera consistió de 7  etapas.
| Etapa     | Fecha    | Recorrido                                       | type                   | Distancia (km) | Ganador        | Líder          |
| --------- | -------- | ----------------------------------------------- | ---------------------- | -------------- | -------------- | -------------- |
| 1.ª etapa | 3 de ago | Logan – Logan                                   | etapa escarpada        | 212,5          | Kiel Reijnen   | Kiel Reijnen   |
| 2.ª etapa | 4 de ago | Tremonton – Ogden                               | etapa escarpada        | 161,8          | Jure Kocjan    | Kiel Reijnen   |
| 3.ª etapa | 5 de ago | Isla Antílope – Bountiful                       | etapa de media montaña | 176,5          | Logan Owen     | Kiel Reijnen   |
| 4.ª etapa | 6 de ago | Soldier Hollow – Heber Valley                   | etapa de media montaña | 205,2          | Eric Young     | Jure Kocjan    |
| 5.ª etapa | 7 de ago | Salt Lake City – Salt Lake City                 | etapa de media montaña | 89,1           | Michael Woods  | Michael Woods  |
| 6.ª etapa | 8 de ago | Salt Lake City – Snowbird Ski and Summer Resort | etapa de montaña       | 177,7          | Joe Dombrowski | Joe Dombrowski |
| 7.ª etapa | 9 de ago | Park City – Park City                           | etapa de montaña       | 78             | Lachlan Norris | Joe Dombrowski |

## Clasificaciones
Las clasificaciones finalizaron de la siguiente forma:

### Clasificación general
| \| Clasificación general \| Clasificación general \| Clasificación general \| Clasificación general \| Clasificación general \| \| Ciclista \| Ciclista \| Equipo \| Tiempo \| \| \| --------------------- \| ---------------------- \| ------------------------------ \| --------------------- \| --------------------- \| \| 1.º \| Joe Dombrowski \| Cannondale-Garmin \| 28 h 06 min 48 s \| \| \| 2.º \| Michael Woods \| Optum-Kelly Benefit Strategies \| + 50 s \| \| \| 3.º \| Brent Bookwalter \| BMC Racing Team \| + 1 min 05 s \| \| \| 4.º \| Fränk Schleck \| Trek Factory Racing \| + 1 min 07 s \| \| \| 5.º \| Chris Horner \| Airgas-Safeway Cycling \| + 1 min 09 s \| \| \| 6.º \| Lachlan Norris \| Drapac Professional Cycling \| + 1 min 12 s \| \| \| 7.º \| Natnael Berhane \| MTN-Qhubeka \| + 1 min 22 s \| \| \| 8.º \| Daniel Felipe Martínez \| Colombia \| + 1 min 41 s \| \| \| 9.º \| Robbie Squire \| Hincapie Racing \| + 1 min 46 s \| \| \| 10.º \| Lachlan Morton \| Jelly Belly-Maxxis \| + 1 min 50 s \| \| |                        |                                |                  |
| |                        |                                |                  |
| Fuentes: ProCyclingStats Cycling Archives |                        |                                |                  |
| Clasificación general |                        |                                |                  |
| Ciclista | Ciclista               | Equipo                         | Tiempo           |
| 1.º | Joe Dombrowski         | Cannondale-Garmin              | 28 h 06 min 48 s |
| 2.º | Michael Woods          | Optum-Kelly Benefit Strategies | + 50 s           |
| 3.º | Brent Bookwalter       | BMC Racing Team                | + 1 min 05 s     |
| 4.º | Fränk Schleck          | Trek Factory Racing            | + 1 min 07 s     |
| 5.º | Chris Horner           | Airgas-Safeway Cycling         | + 1 min 09 s     |
| 6.º | Lachlan Norris         | Drapac Professional Cycling    | + 1 min 12 s     |
| 7.º | Natnael Berhane        | MTN-Qhubeka                    | + 1 min 22 s     |
| 8.º | Daniel Felipe Martínez | Colombia                       | + 1 min 41 s     |
| 9.º | Robbie Squire          | Hincapie Racing                | + 1 min 46 s     |
| 10.º | Lachlan Morton         | Jelly Belly-Maxxis             | + 1 min 50 s     |

### Clasificación por puntos
| Clasificación por puntos | Clasificación por puntos | Clasificación por puntos       | Clasificación por puntos | Clasificación por puntos |
| Ciclista                 | Ciclista                 | Equipo                         | Puntos                   |                          |
| ------------------------ | ------------------------ | ------------------------------ | ------------------------ | ------------------------ |
| 1.º                      | Brent Bookwalter         | BMC Racing Team                | 44 pts                   |                          |
| 2.º                      | Kiel Reijnen             | UnitedHealthcare               | 36 pts                   |                          |
| 3.º                      | Dion Smith               | Hincapie Racing                | 33 pts                   |                          |
| 4.º                      | Sonny Colbrelli          | Bardiani CSF                   | 32 pts                   |                          |
| 5.º                      | Robin Carpenter          | Hincapie Racing                | 27 pts                   |                          |
| 6.º                      | Lachlan Norris           | Drapac Professional Cycling    | 20 pts                   |                          |
| 7.º                      | Logan Owen               | Axeon                          | 20 pts                   |                          |
| 8.º                      | Edwin Ávila              | Colombia                       | 19 pts                   |                          |
| 9.º                      | Alex Howes               | Cannondale-Garmin              | 16 pts                   |                          |
| 10.º                     | Michael Woods            | Optum-Kelly Benefit Strategies | 15 pts                   |                          |

### Clasificación de la montaña
| Clasificación de la montaña | Clasificación de la montaña | Clasificación de la montaña    | Clasificación de la montaña | Clasificación de la montaña |
| Ciclista                    | Ciclista                    | Equipo                         | Puntos                      |                             |
| --------------------------- | --------------------------- | ------------------------------ | --------------------------- | --------------------------- |
| 1.º                         | Gregory Daniel              | Axeon                          | 41 pts                      |                             |
| 2.º                         | Joey Rosskopf               | BMC Racing Team                | 31 pts                      |                             |
| 3.º                         | Johann Van Zyl              | MTN-Qhubeka                    | 29 pts                      |                             |
| 4.º                         | Dion Smith                  | Hincapie Racing                | 16 pts                      |                             |
| 5.º                         | Flavio de Luna              |                                | 15 pts                      |                             |
| 6.º                         | Robin Carpenter             | Hincapie Racing                | 14 pts                      |                             |
| 7.º                         | Michael Woods               | Optum-Kelly Benefit Strategies | 14 pts                      |                             |
| 8.º                         | Benjamin King               | Cannondale-Garmin              | 14 pts                      |                             |
| 9.º                         | Joe Dombrowski              | Cannondale-Garmin              | 12 pts                      |                             |
| 10.º                        | Rob Britton                 | SmartStop                      | 12 pts                      |                             |

### Clasificación de los jóvenes
| Clasificación del mejor joven | Clasificación del mejor joven | Clasificación del mejor joven | Clasificación del mejor joven | Clasificación del mejor joven |
| Ciclista                      | Ciclista                      | Equipo                        | Tiempo                        |                               |
| ----------------------------- | ----------------------------- | ----------------------------- | ----------------------------- | ----------------------------- |
| 1.º                           | Daniel Felipe Martínez        | Colombia                      | 28 h 08 min 29 s              |                               |
| 2.º                           | Lachlan Morton                | Jelly Belly-Maxxis            | + 9 s                         |                               |
| 3.º                           | Tao Geoghegan Hart            | Axeon                         | + 2 min 44 s                  |                               |
| 4.º                           | Dion Smith                    | Hincapie Racing               | + 4 min 29 s                  |                               |
| 5.º                           | Brendan Canty                 | Budget Forklifts              | + 4 min 41 s                  |                               |
| 6.º                           | Robin Carpenter               | Hincapie Racing               | + 5 min 35 s                  |                               |
| 7.º                           | Kilian Frankiny               | BMC Development               | + 13 min 01 s                 |                               |
| 8.º                           | Ruben Zepuntke                | Cannondale-Garmin             | + 14 min 40 s                 |                               |
| 9.º                           | Manuel Senni                  | BMC Racing Team               | + 15 min 25 s                 |                               |
| 10.º                          | Nicolae Tanovitchii           | Jelly Belly-Maxxis            | + 19 min 46 s                 |                               |

### Clasificación por equipos
| Clasificación por equipos | Clasificación por equipos | Clasificación por equipos | Clasificación por equipos |
| Equipo                    | Equipo                    | Tiempo                    |                           |
| ------------------------- | ------------------------- | ------------------------- | ------------------------- |
| 1.º                       | Colombia                  | 1 h 24 min 29 s           |                           |
| 2.º                       | BMC Racing Team           | + 4 min 13 s              |                           |
| 3.º                       | Hincapie Racing           | + 6 min 17 s              |                           |
| 4.º                       | SmartStop                 | + 13 min 53 s             |                           |
| 5.º                       | Cannondale-Garmin         | + 20 min 47 s             |                           |
| 6.º                       | Jelly Belly-Maxxis        | + 24 min 05 s             |                           |
| 7.º                       | Axeon                     | + 28 min 56 s             |                           |
| 8.º                       | Drapac                    | + 30 min 33 s             |                           |
| 9.º                       | Bardiani CSF              | + 31 min 37 s             |                           |
| 10.º                      | Trek Factory Racing       | + 35 min 09 s             |                           |